# Бернеров кодекс

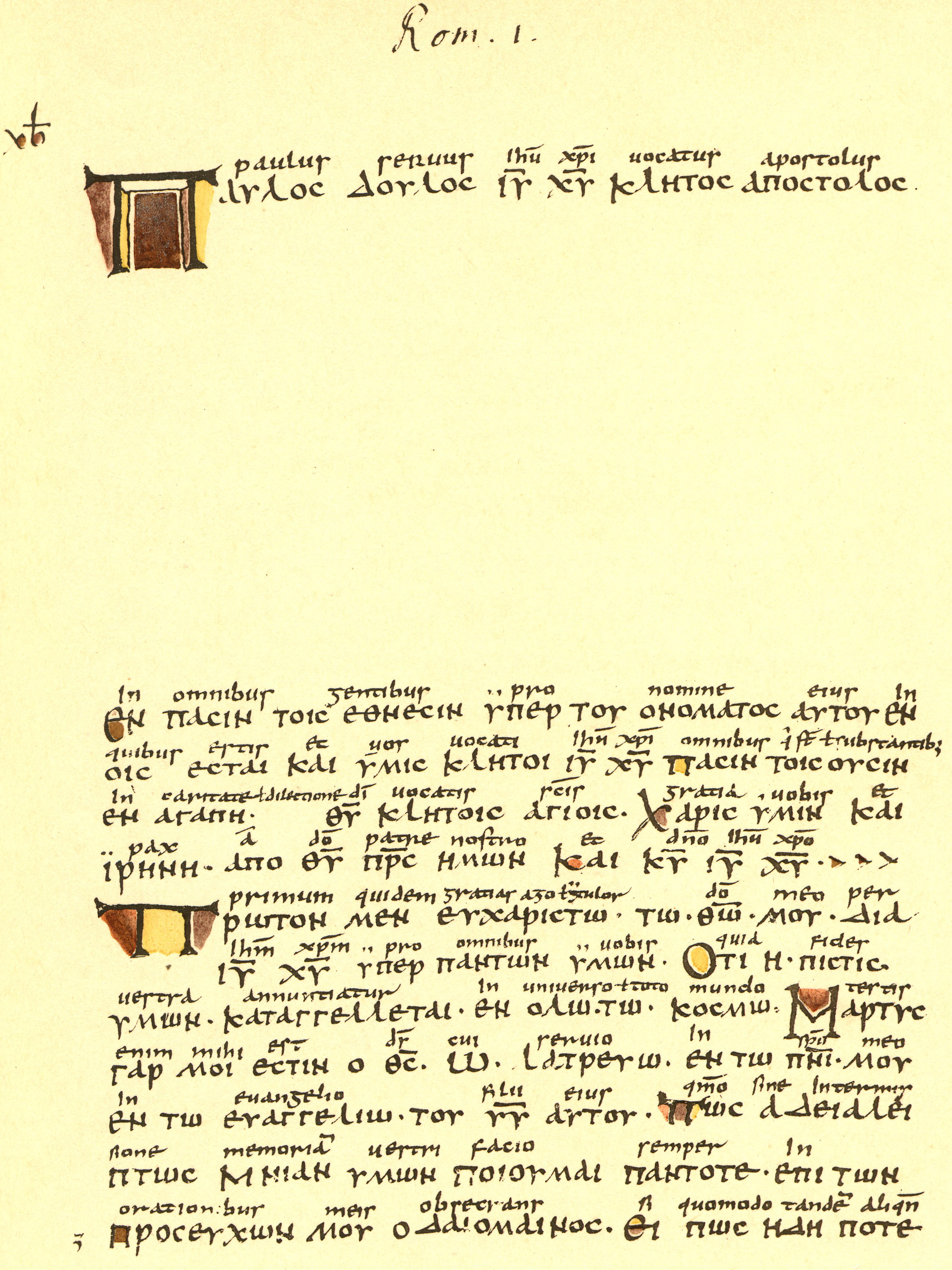
Бернеров кодекс, фрагмент первой страницы, лакуна в тексте (Рим 1,1-4).

Бернеров кодекс (лат. Codex Boernerianus, условное обозначение Gp или 012) — одна из древнейших рукописей Нового Завета на греческом и латинском языках, датируемая IX веком. Кодекс состоит из 99 пергаментных листов.

## Особенности рукописи
Бернеров кодекс написан на пергаменте; размер листа — 25 на 18 см. Текст на листе расположен в одной колонке (20-26 строк на страницу). Латинский текст — это буквальный перевод греческого текста, написанный между строк.
Текст рукописи очень близок к тексту Аугианского кодекса. Кодекс имеет много общих черт с рукописью Санкт-Галленского кодекса (Δ = 037) из монастыря св. Галла и, как полагают исследователи, также был написан в этом монастыре ирландскими монахами.
Рукопись представляет как и Аугианский и Клермонтский кодексы, западный тип текста. Текст рукописи отнесен к III категории Аланда.

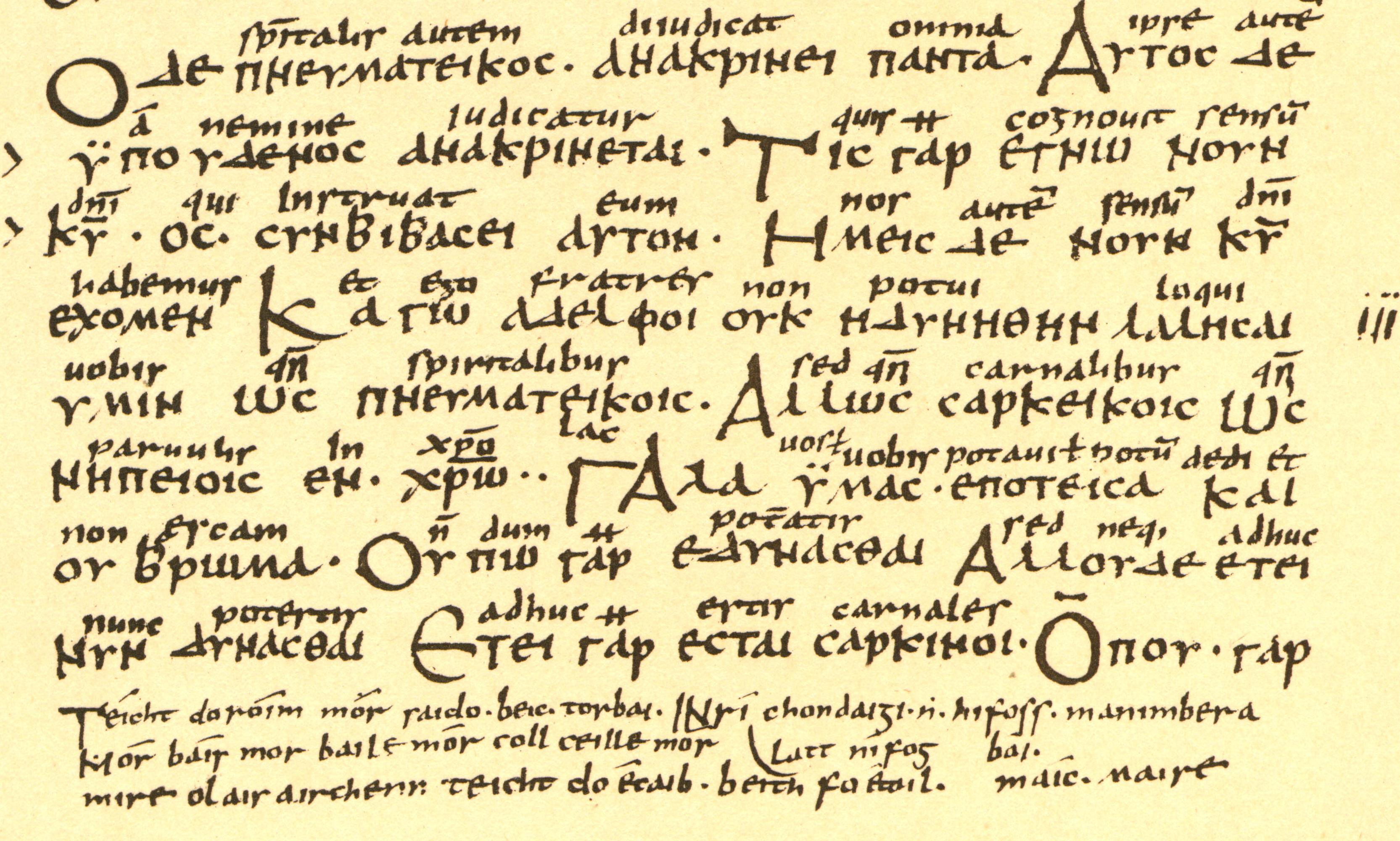
Стихотворение на ирландском внизу страницы (3 строки)

В нижней части одного из листов (л. 23v (недоступная ссылка)) приводятся восемь строк из ирландского стихотворения:
Téicht do róim [téicht do róim]
Mór saido becic torbai
Inrí chondaigi hifoss
Manimbera latt ni fog bai.
Приехать в Рим, [приехать в Рим],
Много хлопот, но мало пользы,
То, что ты ищешь здесь,
Если не возьмешь с собой, ты не найдешь никогда.

## Состав
Бернеров кодекс содержит Послания Павла, но некоторые части текста утрачены (Рим 1,1-4; 2,17-24; 1 Кор 3,8-16; 6,7-14; Кол 2,1-8; Филем. 21-25; Евреям). За Посланием Филимона следует заголовок из Послания к Лаодикийцам, но сам текст апокрифического послания отсутствует.

## История
Палеографически кодекс, по единодушному мнению исследователей, датируется IX веком.
Рукопись принадлежала профессору К. Ф. Бёрнеру из Лейпцига, который купил её в 1705 году в Нидерландах, а в настоящее время хранится в Дрездене (Саксонская земельная библиотека, A 145b).